# Edward Henry Carroll Long
Edward Henry Carroll Long (ur. 28 września 1808, zm. 16 października 1865) – amerykański polityk i prawnik związany z Partią Wigów.
W latach 1845–1847 przez jedną kadencję Kongresu Stanów Zjednoczonych był przedstawicielem szóstego okręgu wyborczego w stanie Maryland w Izbie Reprezentantów Stanów Zjednoczonych.